# Horti Aciliorum
Pour les articles homonymes, voir Hortus (homonymie).
Les Horti Aciliorum (« Jardins des Aciliens ») sont des jardins de la ville de Rome, créés au IIe siècle sur la colline du Pincio, entre la porta Pinciana et ce qui est désormais l'escalier de la Trinité-des-Monts.

## Histoire

Horti Aciliorum par Rodolfo Lanciani en 1901.

Les horti sont situés sur la colline du Pincio. Leur emplacement est estimé entre la porta Pinciana et l'escalier de la Trinité-des-Monts. Au nord, à l'ouest et à l'est, ils sont entourés de murs de soutènement, construits le long des pentes de la colline en opus reticulatum. Plus tard, les sections nord et est sont incluses dans le mur d'Aurélien, en étant partiellement reconstruites : la partie nord est le Muro Torto. Il y a un vaste hémicycle, dont l'ouverture est orientée vers l'ouest, avec des escaliers, descendant en contrebas, et situé au nord de l'actuelle Trinité des Monts. Il y a une piscine, divisée en deux parties et reliée à une citerne, constituée d'un labyrinthe de petits tunnels creusés dans la roche. La butte de l'actuelle Villa Médicis est construite sur les ruines d'un nymphée octogonal, connu sous le nom de Parnasse.
Ils appartiennent aux Anicii Glabriones, qui les font construire au IIe siècle. Au IVe siècle, ils passent à la gens Pincia, puis à Anicia Faltonia Proba et à son mari Sextus Claudius Petronius Probus, pour finalement devenir propriété de l'État.

## Annexe

### Fonds antique
- CIL 06, 623
- CIL 06, 1751